# Деветиглена бодливка
Деветиглената бодливка още малка бодливка (Pungitius platygaster) е вид лъчеперка от семейство Gasterosteidae. Видът не е застрашен от изчезване.

## Разпространение и местообитание
Разпространен е в Азербайджан, България, Гърция, Казахстан, Молдова, Република Македония, Румъния, Русия, Сърбия, Турция, Украйна и Унгария.
Обитава слаботечащи или стоящи води – крайбрежия на сладководни и полусолени басейни, морета, реки и потоци.

## Описание
На дължина достига до 6 cm. На гърба си има 7 – 12, най-често 9 бодила (преобразувана част от гръбната перка), несвързани, насочени в различни посоки (зигзагообразно). Гръдните перки са относително къси и закръглени. Слабо подвижна, но проявява активност сутрин и привечер.